# Alonzo Gee
Alonzo Gee (* 29. Mai 1987 in Riviera Beach, Florida) ist ein US-amerikanischer Basketballspieler der auf der Position des Small Forwards oder Shooting Guards spielt.

## Karriere
Von 2005 bis 2009 spielte Gee College-Basketball für das Basketballteam der University of Alabama. Anschließend meldete er sich für die NBA-Draft 2009 an, wurde aber von keinem Team ausgewählt. Er spielte eine Saison für die Austin Toros in der D-League, erzielte dabei durchschnittlich 21,3 Punkte und holte 6,7 Rebounds. Am 28. September 2009 unterschrieb er einen Vertrag bei den Minnesota Timberwolves, wurde jedoch nach zehn Tagen ohne einen Einsatz wieder entlassen. Seine nächste Station waren ab dem 7. März 2010 die Washington Wizards. Zu seinem ersten Einsatz in der NBA kam Gee zwei Tage später gegen die Atlanta Hawks. Nach Auslaufen seines zweiten Zehn-Tages-Vertrags mit den Wizards wurde er am 28. März entlassen und am Tag darauf von den San Antonio Spurs verpflichtet. Die Spurs schickten ihn am 8. April noch ohne Einsatz zurück zu ihrem Farmteam Austin Toros.
Zum ersten Einsatz für die Spurs kam Gee am 3. November 2010. Nach nur 5 Kurzeinsätzen wurde er am 16. November aber schon wieder entlassen. Am 22. November verpflichteten ihn erneut die Washington Wizards, sein Vertrag wurde aber nach elf Spielen zum 20. Dezember wieder aufgelöst. Am 28. Dezember unterschrieb er bei den Cleveland Cavaliers. Dort erhielt Gee erstmals in seiner NBA-Karriere deutlich mehr Einsatzzeit. In der restlichen Saison bestritt er 40 Spiele für die Cavaliers, davon 29 in der Starting Five. In durchschnittlich 24,3 Minuten brachte er es auf 7,4 Punkte und 3,9 Rebounds.
Während des Lockouts vor der Saison 2011/12 spielte er für das polnische Team Asseco Prokom Gdynia, kehrte jedoch bereits vor Ende des Lockouts in die Vereinigten Staaten zurück. In der Saison 2011/12 erhöhte sich seine Einsatzzeit für Cleveland weiter. In der ersten 52 Spielen bekam er im Schnitt 29,2 Minuten und nutzte sie für 10,6 Punkte bei 5 Rebounds.
Im Sommer 2014 wechselte er zu den Denver Nuggets, wurde während der Saison nach Portland geschickt und wechselte im Sommer 2015 zu den New Orleans Pelicans. Nach einem Jahr wechselte er im Sommer 2016 zurück zu den Denver Nuggets.